# Hurry, Charlie, Hurry

Hurry, Charlie, Hurry est une comédie américaine de Charles E. Roberts, sortie en 1941.

## Fiche technique
- Titre original : Hurry, Charlie, Hurry
- Réalisation : Charles E. Roberts
- Scénario : Luke Short, Paul Girard Smith
- Producteur : Howard Benedict
- Directeur de la photographie : Nicholas Musuraca
- Montage : George Hively
- Direction artistique : Van Nest Polglase, Albert S. D'Agostino
- Ingénieur du son : Hugh McDowell Jr.
- Durée : 65 minutes
- Pays : États-Unis
- Langue : Anglais
- Couleur : Noir et Blanc
- Format : 1,37 : 1
- Son : Mono (RCA Sound System)
- Société de production : RKO Pictures
- Date de sortie : 
  - États-Unis : 13 juin 1941

## Distribution
- Leon Errol : Daniel Jennings Boone
- Mildred Coles : Beatrice Boone
- Kenneth Howell	: Jerry Grant
- Cecil Cunningham : Mrs. Diana Boone
- George Watts : Horace Morris
- Eddie Conrad : Wagon Track
- Noble Johnson : Chief Poison Arrow
- Douglas Walton	: Michael Prescott
- Renee Godfrey : Josephine Whitley
- Georgia Caine : Mrs. Georgia Whitley
- Lalo Encinas : Frozen Foot

Acteur non crédités
- Effie Anderson : Effie, la domestique de Boone
- Chester Clute : Cardwell, Secrétaire de Daniel
- Jimmy Conlin : Murphy, le bricoleur
- Janette Fern : Little Chief Pain-in-the-Neck
- William Haade : Polier au parc
- Harry Harvey : Conducteur du train
- Dell Henderson : Le Maire
- Norman Mayes : Railroad Porter
- George McKay : Vice President Horatio P. Quimby
- Connie Montoya : Moaning Low, un Indien
- Clive Morgan : Major Domo à la fête
- George Noisom : Garçon de Western
- Joseph North : Majordome de Boone
- Frank O'Connor	: Sergent au bureau de police
- Charles Ray : Photographe
- Jason Robards Sr. : Homme des Services Secrets
- Douglas Spencer : Reporter
- Edwin Stanley : Mr. Mortimer Whitley
- Grady Sutton : Dore Dare, un tailleur
- Frank Yaconelli : Marchand de cacahuètes